# Dhading (huyện)
Dhading (tiếng Nepal:धादिङ) là một huyện thuộc khu Bagmati, vùng Trung Nepal, Nepal. Huyện này có diện tích 1926 km², dân số thời điểm năm 2001 là 338658 người.

## Dân số
Biến động dân số giai đoạn 1952-2001:
| Năm    | 1952   | 1961   | 1971   | 1981   | 1991   | 2001   |
| ------ | ------ | ------ | ------ | ------ | ------ | ------ |
| Dân số | 175282 | 203039 | 236276 | 243401 | 278068 | 338658 |